# Plain View
Plain View is een plaats (census-designated place) in de Amerikaanse staat North Carolina, en valt bestuurlijk gezien onder Sampson County.

## Demografie
Bij de volkstelling in 2000 werd het aantal inwoners vastgesteld op 1820.

## Geografie
Volgens het United States Census Bureau beslaat de plaats een oppervlakte van
43,1 km², waarvan 43,0 km² land en 0,1 km² water.

## Plaatsen in de nabije omgeving
De onderstaande figuur toont nabijgelegen plaatsen in een straal van 16 km rond Plain View.